# Erik III van Saksen-Lauenburg
Erik III van Saksen-Lauenburg (overleden op 25 mei 1401) was van 1370 tot aan zijn dood hertog van Saksen-Bergedorf-Mölln. Hij behoorde tot het huis Ascaniërs.

## Levensloop
Erik III was de derde en jongste zoon van hertog Albrecht IV van Saksen-Bergedorf-Mölln en Beata van Schwerin, dochter van graaf Günzel VI van Schwerin. Na de dood van zijn vader in 1344 werd zijn oudste broer Johan III van Saksen-Lauenburg hertog van Saksen-Bergedorf-Mölln. Toen Johan III in 1356 ongehuwd en kinderloos stierf, volgde zijn oudere broer Albrecht V hem op. Erik zelf ging in de geestelijke stand en werd domheer.
Erik steunde in 1359 zijn broer Albrecht V, die als heerser van een klein hertogdom een gebrek aan geld had, toen die voor een bedrag van 9737,50 Lübeckse marken de heerlijkheid Mölln aan de stad Lübeck verkocht. De partijen kwamen overeen om een mogelijkheid tot terugkoop in te stellen, wat enkel mogelijk was voor Albrecht V en zijn erfopvolgers voor henzelf en niet voor een tussenpersoon voor iemand anders.
In 1370 stierf Albrecht V zonder nakomelingen en werd Erik III hertog van Saksen-Bergedorf-Mölln, waardoor hij zijn geestelijke loopbaan beëindigde. Omdat het hertogdom hoge schulden had, verpandde Erik III voor 16.262,50 Lübeckse marken de heerlijkheid Bergedorf, het gebied Vierlande, de helft van het Saksische Woud en de stad Geesthacht aan de stad Lübeck.
Ook spraken de stad Lübeck en Erik III af dat Lübeck na zijn dood de verpande gebieden in bezit mocht nemen totdat zijn erfopvolgers het enorme krediet van 26.000 Lübeckse marken konden terugbetalen. In 1386 kreeg Erik III de toestemming van graaf Otto VI van Tecklenburg om in diens naam de erfenis van hun gezamenlijke tante Richardis van Schwerin te claimen, die de weduwe was van koning Waldemar III van Denemarken. 
In 1401 stierf Erik III ongehuwd en kinderloos, waarna zijn neef in de tweede graad, hertog Erik IV van Saksen-Ratzeburg-Lauenburg, zijn landerijen erfde. Erik IV wilde het krediet van de verpande landerijen echter niet terugbetalen en veroverde deze gebieden nog voor Lübeck er effectief bezit van kon nemen. Lübeck liet begaan, waarna Erik IV het vroegere hertogdom Saksen-Lauenburg herenigde.